# 神功皇后神社 (豊北町)
神功皇后神社（じんごうこうごうじんじゃ）は、山口県下関市豊北町に鎮座する神社である。

## 祭神
神功皇后・仲哀天皇・應神天皇・住吉三柱神・事代主神・蛭子神・地元出身の国事殉難者を主祭神とする。

## 概要
後宇多天皇の弘安年中（1278年 - ）に蒙古･高麗連合軍が土井ケ濱に襲来した時に執権北條時宗の命を受けて此の地に派遣された武将が蒙古軍を撃退することの容易でないことを憂いて神功皇后新羅征討の故事を思い幣帛を奉って奉斎したところ神の御稜威が現れて蒙古軍を無事撃退出来た事を感謝し伏見天皇の正応元年（1288年）1月29日から御祠の造営にかかり7月10日に成就した。
宝物として室町時代の木造狛犬一対及び、伝蒙古鉢が境内の浜出祭展示館（麗江美術館）等で見ることができる。

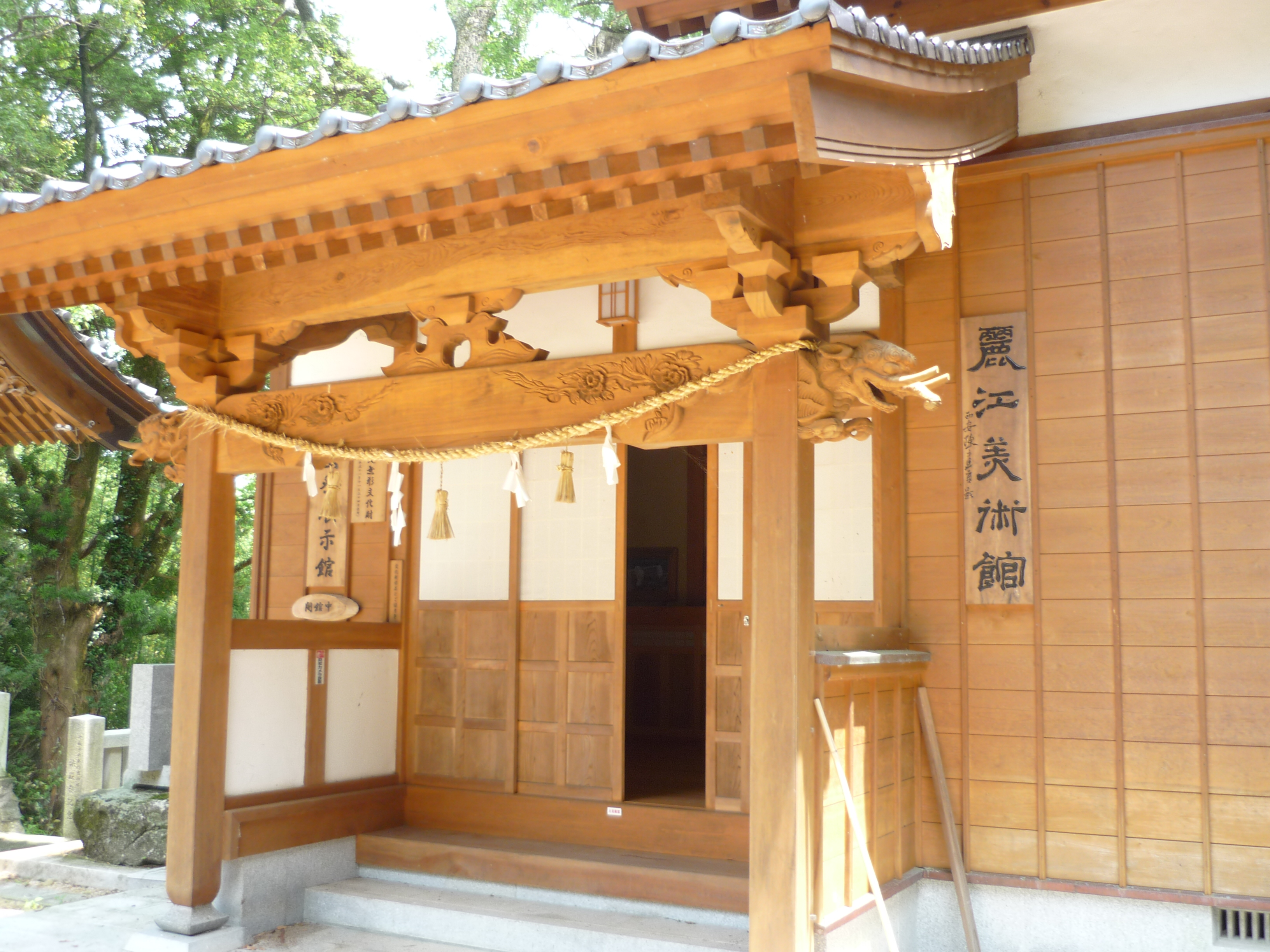
浜出祭展示館

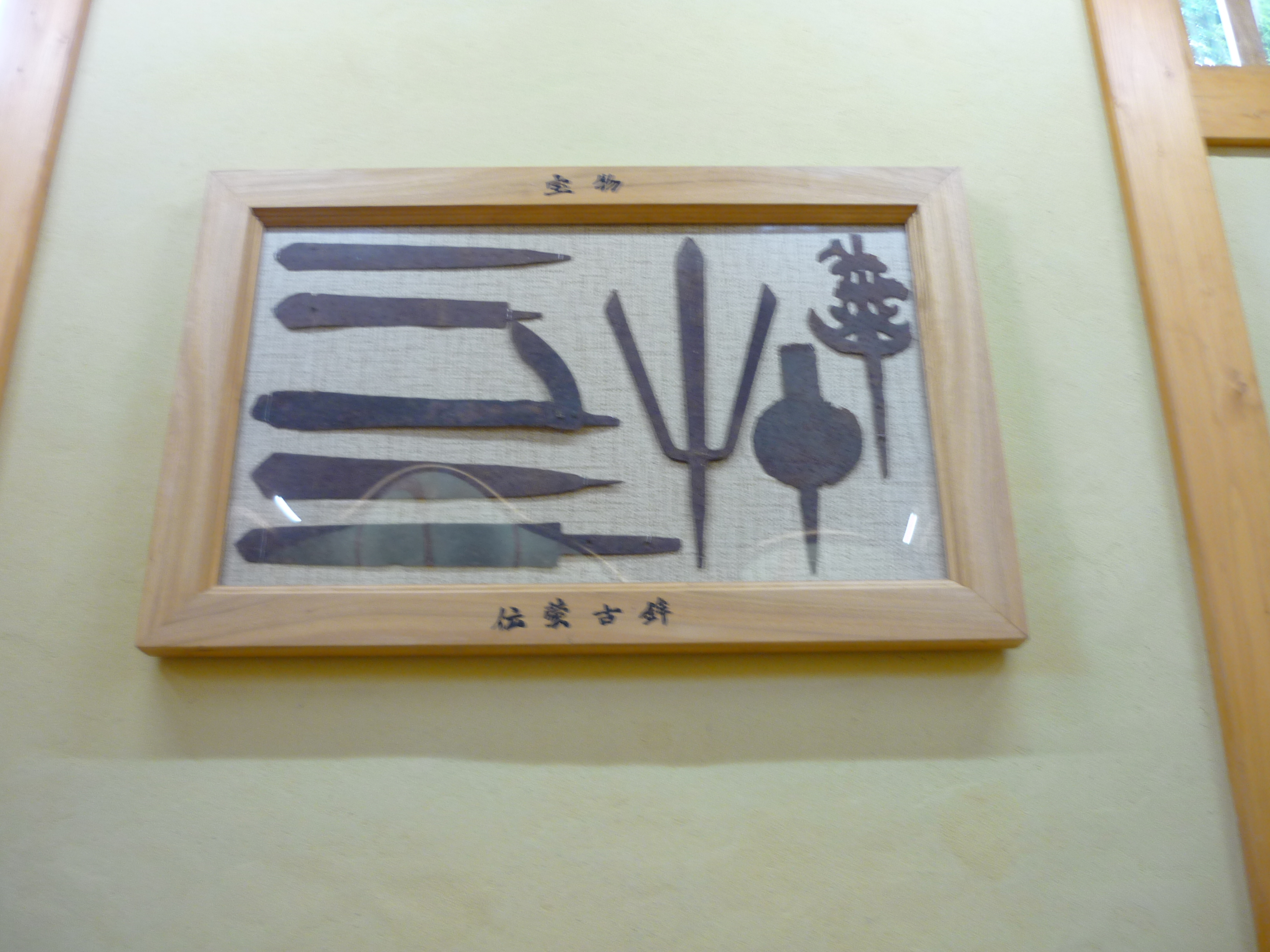
宝物　伝蒙古鉾

## 歴史
- 弘安年中 - 元寇 蒙古･高麗連合軍が土井ケ濱に襲来
- 正應元年（1288年）1月29日から御祠の造営に着手
- 同年7月10日に御祠が完成
- 寛永3年（1626年）7月 - 社殿再建
- 昭和51年（1976年）11月24日 - 濱殿祭が山口県無形民俗文化財に指定
- 昭和57年（1982年）3月 - 現拝殿建立
- 平成20年（2008年）6月 - 浜出祭展示館（麗江美術館）開館

## 主な祭典
濱殿祭（浜出祭）が蒙古襲来による多くの御霊を鎮め奉り悪疫退散と平和を祈って七年に一度行われる祭りで、田耕神社を発した行列は花巫女（はなみこ）、将家（しょうが）、伝御（おとな）等が馬上の装いも美しく土井ヶ浜に御神幸する。昭和51年11月24日山口県無形民俗文化財指定
- 1月1日　元旦祭
- 12月31日　除夜祭

## 周辺施設
- 土井ヶ浜遺跡
- 土井が浜遺跡人類学ミュージアム